# تاكيشي نو شوسنجو
تاكيشي نو شوسنجو (باليابانية:たけしの挑戦状)، هي لعبة فيديو من نوع منصات، وهي من تطوير ونشر شركة تايتو اليابانية، صدرت اللعبة في السوق سنة 1986م، وتم إعادة الإصدار سنة 2009م، والهواتف الذكية سنة 2017م.

## وصلة خارجية
- Promotional flyer at Giant Bomb